# 모모타로 바다의 신병

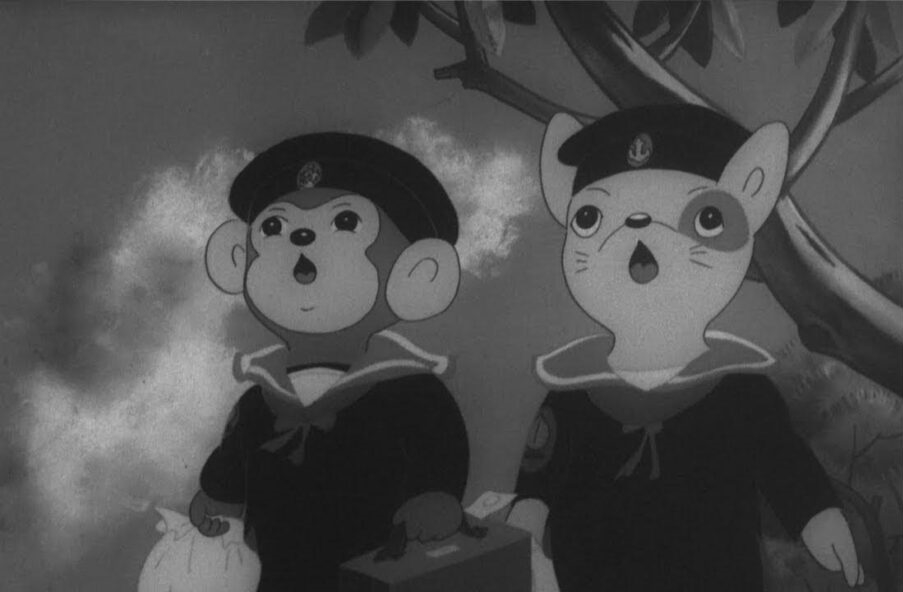

모모타로 바다의 신병(桃太郎 海の神兵, Momotaro: Sacred Sailors, Momotaro's Divine Sea Warriors)은 최초의 일본 장편 애니메이션 영화이다. 일본 해군성에 의해 제2차 세계 대전을 위한 선전 영화 제작 주문을 받은 세오 미츠요가 감독했다. 쇼치쿠 영화연구소는 1944년 74분 분량을 촬영하고 1945년 4월 12일 상영했다.